# Bauernschmiedalm
Die Bauernschmiedalm (auch: Messneralm) ist eine Alm in Grassau.

## Bauten
Der Kaser der Bauernschmiedalm befindet sich im nördlichen Bereich der Lichte und wurde 1856 errichtet. Das aus Bruchsteinen gemauerte Gebäude ist verputzt und geschlämmt. Vor dem Südostgiebel befindet sich ein schattiger Grashof mit Almtisch und einem Laufbrunnen. Eine Buchen-Dreiergruppe und eine stattliche Linde stehen als Hausbäume nahe bei der Alm. 2012 wurde das Gebäude umfassend renoviert.

## Heutige Nutzung
Die Bauernschmiedalm ist bestoßen, aber nicht bewirtet.

## Lage
Die Bauernschmiedalm befindet sich im Almgebiet der Grassauer Almen auf einer Höhe von 870 m ü. NN. Sie liegt unterhalb des Ledererrückens und schließt östlich an die Fetznalm an.